# Shaolin contre Ninja
Pour plus de détails, voir Fiche technique et Distribution.
Shaolin contre Ninja (中華丈夫, Zhong hua zhang fu) est un film hongkongais réalisé par Liu Chia-liang, sorti en 1978.

## Synopsis
Un jeune chinois, Ah To, se marie avec une jeune japonaise, Yumiko Koda. Après un quiproquo, Takeno croit que Ah Tao méprise les arts martiaux japonais. Il le met alors au défi d'affronter sept experts.

## Fiche technique
- Titre : Shaolin contre Ninja (DVD) ; Les Démons du karaté (projection française en 1982)
- Titre original : 中華丈夫, Zhong hua zhang fu
- Titre anglais : Heroes of the East
- Réalisation : Liu Chia-liang
- Scénario : Ni Kuang
- Photographie : Arthur Wong
- Montage : Hsing-Lung Chiang et Yen Hai Lu
- Pays d'origine : Hong Kong
- Format : Couleurs - 2,35:1 - Mono - 35 mm
- Genre : Action
- Durée : 100 minutes
- Dates de sortie en salles :

 Hong Kong : 30 décembre 1978
 France : 1er décembre 1982

## Distribution
- Gordon Liu : Ah To
- Yuka Mizuno : Yumiko Koda
- Yasuaki Kurata : Takeno, expert en ninjutsu
- Riki Harada : expert en kendo
- Yasutaka Nakazaki : expert en saï
- Hitoshi Omae : expert en judo
- Yujiro Sumi : expert en karate
- Nobuo Yana : expert en yari
- Hayato Ryuzaki : expert en nunchaku
- Hsu Hsao-chiang : Wang Chun Keung
- Ching Miao : père de Ah To